# كريس سترونج
كريس سترونج (بالإنجليزية: Chris Strong)‏ هو سياسي أسترالي، ولد في 12 أكتوبر 1941 في بريزبان في أستراليا. انتخب عضو المجلس التشريعي الفيكتوري.